# 影山達也
影山 達也（かげやま たつや、1992年7月12日 - ）は、日本の舞台俳優。
静岡県浜松市出身、ドルチェスター所属。

## 人物
- 姉と弟の3人兄弟。
- 趣味はサッカー（12年）、ギター、音楽鑑賞、映画鑑賞、動画編集、料理[3]。
- 好きな食べ物はハンバーグであり、特に地元静岡にある「炭焼きレストランさわやか」のげんこつハンバーグが好き[4]。
- 学生時代はサッカー部に所属していた。

## 出演

### 舞台
- Blood Heaven〜第七天国 Sad Wings（2013年4月5日 - 7日、シアターグリーン BIG TREE THEATER）[5]
- ネルケプランニングのアイドルステージ
  - プレゼント◆5 - CHaCK-UP 木星人★ジュジュ 役
    - プレゼント◆5 -恋するオトコは眠れない-（2014年4月16日 - 21日、紀伊国屋ホール）[6]
    - プレゼント◆5 -オレは絶対悪くない-（2014年5月2日 - 6日、紀伊国屋サザンシアター）[6]

  - CHaCK-UP - 鳴上林檎 / CHaCK-UP 木星人★ジュジュ 役
    - CHaCK-UP（2014年8月30日 - 9月7日、ラフォーレミュージアム原宿）
    - CHaCK-UP 〜ねらわれた惑星〜（2015年1月7日 - 18日、紀伊國屋サザンシアター）
    - CHaCK-UP -Episode.0-（2015年12月16日 - 20日、紀伊國屋サザンシアター / 12月26日 - 27日、神戸朝日ホール）

  - コミックジャック（2014年11月13日 - 24日、サンシャイン劇場）- CHaCK-UP 木星人★ジュジュ 役
  - 舞台『こどものおもちゃ』（2015年8月20日 - 30日、銀座博品館劇場）- CHaCK-UP 木星人★ジュジュ 役
  - アンプラネット（2016年4月30日 - 5月8日、紀伊國屋ホール） - 鳴上林檎 / CHaCK-UP 木星人★ジュジュ 役[7]
- *pnish* vol.14 舞台版『魔王 JUVENILE REMIX』（2015年4月18日 - 26日、AiiA 2.5 Theater Tokyo / 5月1日 - 2日、新神戸オリエンタル劇場）- 安藤役[8]
- ナイスコンプレックスN24『キミが読む物語』（2016年2月24日 - 29日、あうるすぽっと）- 山本和志 役
- のぶニャがの野望 幸村と五輪の剣（2016年2月、全労済ホール スペース・ゼロ）- 支倉つねニャが 役
- Motion Rock Opera『Life pathfinder 2016 in catastrophe』（2016年7月16日 - 30日、吉祥寺シアター）- カイ 役[9]
- 100点un・チョイス！第3回本公演『誰かが彼女を知っている』（2016年8月12日 - 21日、中野テアトルBONBON）- 織田啓太 役[10]
- ちっちゃな英雄（2016年6月25日 / 9月1日 - 28日、サンリオピューロランド内　1階フェアリーランドシアター）- ジョージ　役
- 舞台『プリンス・オブ・ストライド THE LIVE STAGE』シリーズ - 三橋高校：鴨田侑 役
  - 舞台『プリンス・オブ・ストライド THE LIVE STAGE』エピソード1（2016年12月9日 - 14日、シアター1010 / 12月23日 - 25日、森ノ宮ピロティホール）
  - 舞台『プリンス・オブ・ストライド THE LIVE STAGE』エピソード3（2017年6月17日 - 25日、シアター1010 / 6月30日 - 7月2日、森ノ宮ピロティホール）
- ナイスコンプレックス N27『キスより素敵な手を繋ごう』（2017年2月22日 - 26日、あうるすぽっと）- 雨宮静流 役
- Reading Cinema×2017 Spring Special＜LOVE×LETTERS＞（2017年3月11日・12日、LAPIN ET HALOT）
- ハイパープロジェクション演劇『ハイキュー!!』- 影山飛雄 役[11]
  - ハイパープロジェクション演劇『ハイキュー!!』“進化の夏”（2017年9月8日 - 10日、TOKYO DOME CITY HALL / 9月15日 - 18日、メルパルク大阪 ホール / 9月22日 - 24日、あましん アルカイックホール / 9月29日 - 10月1日、多賀城市民会館 大ホール / 10月14日・15日、久留米シティプラザ ザ・グランドホール / 10月20日 - 29日、TOKYO DOME CITY HALL）[12][13]
  - ハイパープロジェクション演劇『ハイキュー!!』“はじまりの巨人”（2018年4月28日 - 5月6日、日本青年館ホール / 5月12日・13日、あましん アルカイックホール / 5月18日 - 20日、福岡国際会議場 メインホール / 5月25日 - 27日、多賀城市民会館 大ホール / 6月1日 - 3日、オリックス劇場 / 6月8日 - 17日、TOKYO DOME CITY HALL）
  - ハイパープロジェクション演劇『ハイキュー!!』“最強の場所”（2018年10月20日 - 28日、TOKYO DOME CITY HALL / 11月9日・10日、はつかいち文化ホール さくらぴあ 大ホール / 11月15日 - 18日、あましんアルカイックホール / 11月23日 - 25日、梅田芸術劇場 メインホール / 11月30日 - 12月2日、多賀城市民会館 大ホール / 12月7日 - 16日、日本青年館ホール）
- 舞台『ピッッツァ☆』（2017年12月26日、シアターサンモール） - 月夜見流星 役（日替わりゲスト）[14]
- 『GANTZ:L』－ACT&ACTION STAGE－（2018年1月26日 - 2月4日、天王洲 銀河劇場） - 小池修 役[15]
- 舞台『どろろ』（2019年3月2日 - 23日、梅田芸術劇場シアター・ドラマシティ 他）-  仁木田之介 役[16]
- 信長の野望・大志 夢幻 ～本能寺の変～（2019年5月18日、戸田市文化会館 / 5月21日 - 26日、シアター1010）-  石田三成 役[17]
- SCHOOL STAGE『ここはグリーン・ウッド』（2019年7月19日 - 28日、天王洲 銀河劇場） - 手塚忍 役[18]
- 舞台『DARKNESS HEELS ～THE LIVE～』- 惑星アバン：ノーム・ジェイ 役
  - 舞台『DARKNESS HEELS ～THE LIVE～』（2019年9月13日、新座市民会館 / 9月18日 - 23日、シアター1010）[19]
  - 舞台『DARKNESS HEELS ～THE LIVE～ SHINKA』（2019年12月5日 - 15日、CBCKシブゲキ‼）
- WBB plus『いえないアメイジングファミリー』（2019年10月16日 - 22日、シアターブラッツ）- 晴海 役
- 朗読劇『Dream Lesson ～2020 in 春～』[20] （2020年3月4日 - 7日、劇場MOMO）
- ナイスコンプレックス『12人の怒れる男』[21]（2020年7月23日 - 27日、博品館劇場）- 陪審員7号 役
- 配信劇『エンドレス・ボヤージュ～明日への脱出～』[22]（2020年10月24日）- 貝塚栄介 役
- デュラララ!!（2021年8月1日 - 7日、日本青年館ホール / 8月13日 - 15日、名古屋文理大学文化フォーラム 大ホール / 8月20日 - 22日、COOL JAPAN PARK OSAKA）- 渡草三郎 役[23][24]
- 『プライムーン＆GS382－2022年に愛を込めて－』（2022年5月1日 - 21日、品川プリンスホテル クラブeX）
- mediterranean lily and fever 〜serious vol1〜 舞台『シカク』（2022年8月14日、シアター風姿花伝）
- 山下菜美子プロデュース vol.4『命を弄ぶ男ふたり』（2022年9月28日 - 10月2日、劇場HOPE）
- 2.5次元ダンスライブ「ALIVESTAGE」 - 在原守人 役
  - 2.5次元ダンスライブ「ALIVESTAGE Episode 7『斬心 -霖雨蒼生-』」（2023年1月20日 - 29日、ヒューリックホール東京）[25]
  - 2.5次元ダンスライブ「ALIVESTAGE Episode 8『太極伝奇の、舞台裏』」（2023年7月29日 - 8月7日、なかのZERO 大ホール）[26]
  - 2.5次元ダンスライブ「ALIVESTAGE Episode 9『オトアツメ feat.ORIGIN』」（2024年5月10日 - 19日、ヒューリックホール東京）※お当番[27]
  - 「ALIVESTAGE」＆「S.Q.S」ツキプロ合同ライブ(仮)（2024年11月20日 - 24日、東京ドームシティ シアターGロッソ）
- ミラクル☆ステージ『サンリオ男子』- 菅見直樹 役
  - ミラクル☆ステージ『サンリオ男子』～KIRAKIRA KANSAI PARADE #世界クロミ化計画～（2023年3月24日 - 4月2日、AiiA 2.5 Theater Kobe / 4月7日 - 16日、品川プリンスホテル クラブeX）
  - ミラクル☆ステージ『サンリオ男子』〜One More Time〜（2023年11月10日 - 19日、I'M A SHOW）[28]
- 神戸セーラーボーイズ 定期公演 vol.1『ロミオとジュリアス』『Water me! 〜我らが水を求めて〜』（2023年11月25日、AiiA 2.5 Theater Kobe）[29]
- 演劇企画ユニット劇団山本屋 CUWT project vol.2.0『風を切れ2024』（2024年7月25日 - 28日、東京芸術劇場 シアターウエスト）[30]
- 舞台『ブルーロック』4th STAGE（2025年5月15日 - 25日、THEATER MILANO-Za / 5月30日 - 6月1日、東大阪市文化創造館 Dream House 大ホール） - 仁王和真 役[31]

### ライブ・イベント
- ライブイベント「E.T.L vol.4 〜3までのことは聞かないで〜」（2014年6月2日・3日、Mt.RAINIER HALL SHIBUYA PLEASURE PLEASURE）[32]
- コス☆メン フェスティバル Vol.13　〜十三夜の月待ち～（2014年9月19日、TSUTAYA O-EAST）
- E.T.L vol.5 〜秋といえば学園祭だけどやっぱり宇宙に連れてくね!～（2014年10月7日、AiiA Theater Tokyo）
- ネルフェス 2014 in 武道館（2014年11月7日、日本武道館）
- 惑星アイドルCHaCK-UPファンミーティング CHaCK-CHeCK-CHaRM case001〜地球のアイドルというものを勉強したのです!〜（2015年2月16日・17日、時事通信ホール）
- CHaCK-UP POWER OF LIFE〜魁〜 そらぷちキッズキャンプ支援プロジェクト（2015年6月14日、丸加高原特設ステージ）
- E.T.L vol.7 〜雨天決行★シャトルでキミを迎えに行くよ!〜
  - 東京公演：2015年5月26日・27日、全労済ホール スペース・ゼロ
  - 大阪公演：2015年6月6日・7日、グランフロント大阪 北館4F ナレッジシアター
  - 福岡公演：2015年6月12日・13日、レソラホール
  - 名古屋公演：2015年6月19日・20日、中電ホール
- コス☆メン フェスティバル Vol.15  〜宿命の夜想曲〜（さだめのノクターン）（2015年9月19日、TSUTAYA O-EAST） - CHaCK-UP出演
- みんなで!ドルフェス2015（2015年10月14日・15日、TSUTAYA O-EAST）
- E.T.L extra 記念トーク&ミニライブ（2016年9月17日、秋葉原 アニメイトAKIBAガールズステーション）
- E.T.L extra ～Volume上げてRising★ハイ!スペーストリップに出発だ!～（2016年10月1日 - 31日、横浜 DMM VR THEATER）
- E.T.L vol.8 ～ボクらのアジトでNATSU☆祭～（2017年8月22日、品川プリンスホテル クラブeX）
- E.T.L vol.214 〜ほしいのはキミのチョコだけ！〜（2018年2月14日 - 17日、品川プリンスホテル クラブeX）
- BUCKS NEW YEAR PARTY 2019～LAST OF HEISEI～（2019年1月19日、渋谷WWW）
- ツキプロチャンネル48時間生配信2022（2022年11月5日・6日、YouTube・ニコニコ生放送）※5日のみ出演[33]
- 『Kʼs Party 2nd』 ~あわてんぼうの Happy White Day!!~（2023年3月5日、歌舞伎町 Sparkle）※ゲスト
- ミラクル☆ステージ 『サンリオ男子』FUN♡FAN♡MEETING Vol.3（2023年5月28日、サンリオピューロランド）
- 影山達也『31st birthday event〜keep going〜』（2023年7月2日、渋谷）
- 渡邉響25歳バースデーイベント 『響の四半世紀誕生祭！』（2023年8月26日、SOOO dramatic !）※ゲスト
- いろいろ ドルフェス 2023（2023年9月23日、品川プリンスホテル）
- ツキプロチャンネル48時間マジカルTV（2023年11月3日・4日、YouTube・ニコニコ生放送）※4日のみ出演[34]
- 2.5次元ダンスライブ「ALIVESTAGE Episode 7『斬心 -霖雨蒼生-』」発売記念イベント（2023年11月26日、animate hall BLACK）
- 2.5次元ダンスライブ「ALIVESTAGE Episode 8『太極伝奇の、舞台裏』」発売記念イベント（2024年3月20日、animate hall BLACK）
- 2.5次元ダンスライブ「ALIVESTAGE Episode 9『オトアツメ feat.ORIGIN』」発売記念イベント（2025年1月11日、animate hall BLACK）

### テレビドラマ
- 俺の空〜刑事編〜（2011年10月16日 - 12月18日、テレビ朝日）
- 衝撃ゴウライガン!!（2013年10月4日 - 12月27日、テレビ東京）

## ディスコグラフィ

### キャラクターソング
| 発売日        | 商品名             | 歌                                                           | 楽曲                | 備考                |
| ------------- | ------------------ | ------------------------------------------------------------ | ------------------- | ------------------- |
| 2021年6月23日 | A3! ETERNAL GOD EP | ルッツ［荒川志太（影山達也）］、サシャ［泉田莇（小西成弥）］ | 「Valet Resonance」 | ゲーム『A3!』関連曲 |
| 2021年6月23日 | A3! ETERNAL GOD EP | 荒川志太（影山達也）                                         | 「Come on stage!」  | ゲーム『A3!』関連曲 |

### 『イブステ』シリーズ関連
| 発売日  | 商品名                                                                      | キャスト | 歌                      |
| 2023年  | 2023年                                                                      | 2023年 | 2023年                  |
| ------- | --------------------------------------------------------------------------- | --- | ----------------------- |
| 2月17日 | 2.5次元ダンスライブ「ALIVESTAGE Episode 7『斬心 -霖雨蒼生-』」主題歌        | SOARA: 大原空 役：堀田竜成、在原守人 役：影山達也、神楽坂宗司 役：吉田知央、宗像廉 役：植田慎一郎、七瀬望 役：渡邉響 Growth: 衛藤昂輝 役：塩澤英真、八重樫剣介 役：石川翔、桜庭涼太 役：田中尚輝、藤村衛 役：岩佐祐樹 | 『斬心-無形ノ八重-』    |
| 9月29日 | 2.5次元ダンスライブ「ALIVESTAGE Episode 8『太極伝奇の、舞台裏』」主題歌     | SOARA: 大原空 役：堀田竜成、在原守人 役：影山達也、神楽坂宗司 役：吉田知央、宗像廉 役：植田慎一郎、七瀬望 役：渡邉響 Growth: 衛藤昂輝 役：塩澤英真、八重樫剣介 役：石川翔、桜庭涼太 役：田中尚輝、藤村衛 役：岩佐祐樹 | 『太極伝奇～約束～』    |
| 2024年  |                                                                             | |                         |
| 7月26日 | 2.5次元ダンスライブ「ALIVESTAGE Episode 9『オトアツメ feat.ORIGIN』」主題歌 | SOARA: 大原空 役：堀田竜成、在原守人 役：影山達也、神楽坂宗司 役：吉田知央、宗像廉 役：植田慎一郎、七瀬望 役：渡邉響 Growth: 衛藤昂輝 役：塩澤英真、八重樫剣介 役：石川翔、桜庭涼太 役：田中尚輝、藤村衛 役：岩佐祐樹 | 『ORIGIN -芽生えの詩-』 |